# 王慧媛
王慧媛（英語：Stephanie Hui-Yuan Wang，1992年2月14日—），美國華裔女性模特兒、《2019國際中華小姐競選》亞軍得主。

## 簡歷
王慧媛出生於紐約，六歲時移居夏威夷，亦短暫居住在香港及台北。她四歲時曾就讀香港栢基國際幼稚園，後來到台北市私立立人國際國民中小學唸四年級，隨後重返夏威夷入讀普納荷學校，大學畢業於夏威夷大學馬諾阿分校中國語言及文學系；此外又不忘關注社會事務，曾於2015年成立關注欺凌問題的組織「Bully Free Hawaii USA」，藉以讓大眾關注相關問題。
王慧媛曾參加2015年度《夏威夷華埠小姐競選》及2017年度《夏威夷華裔小姐競選》，均取得冠軍和成為首位在此兩項競選中奪魁而回的參賽者；另外也曾在美國本土多項選美活動取得佳績。她於2019年3月代表夏威夷參與《2019國際中華小姐競選》，一度部份媒體稱是冠軍大熱，且順利進入五強，但最後只奪取亞軍及健康活力佳麗獎，是首名來自夏威夷的佳麗躋身三甲。

## 演出作品

### 電視劇
- 2015年：《天堂执法者》（第六季） 飾 Kono Kalakaua 替身

### 微電影
- 2016年：《A Fantastic Wreck （页面存档备份，存于）》 飾 Hannah

### 動畫配音
- 2015年：《幸運派傳說》 飾 Hyperneat / Hyperneat 朋友（第3集）

### 音樂錄像
- 2013年：周杰倫《烏克麗麗》 - 擔任舞蹈員

## 曾獲獎項與提名
| 年份   | 獎項                                   | 結果 |
| 2012年 | 水仙花皇后 「第二公主」                | 獲獎 |
| 2014年 | 夏威夷華埠小姐競選2015冠軍             | 獲獎 |
| 2014年 | 夏威夷華埠小姐競選2015友誼小姐獎       | 獲獎 |
| 2015年 | 夏威夷小姐競選2015友誼小姐獎           | 獲獎 |
| 2015年 | 夏威夷小姐競選2015最上鏡小姐獎         | 獲獎 |
| 2015年 | 美國小姐競選(夏威夷賽區)2016八强       | 八强 |
| 2016年 | 夏威夷華裔小姐競選2017冠軍             | 獲獎 |
| 2017年 | 全美華埠小姐競選2017季軍               | 獲獎 |
| 2018年 | 美國小姐競選(夏威夷賽區)2019季軍       | 獲獎 |
| 2019年 | 2019國際中華小姐競選亞軍               | 獲獎 |
| 2019年 | 2019國際中華小姐競選「健康活力佳麗獎」 | 獲獎 |
| 2019年 | Miss Grand USA「Top 10」               | 獲獎 |
| 2019年 | Miss Supranational USA「Top 10」       | 獲獎 |

## 外部連結
- 王慧媛的Facebook專頁
- 王慧媛的Instagram帳戶
- Stephanie Wang – model | voice actor
- 《2019國際中華小姐競選》– 候選佳麗 - 4號 王慧媛 - tvb.com
- Miss Chinatown Hawaii/Miss Hawaii Chinese 2015
- Miss Hawaii USA 2016 （页面存档备份，存于）
- Miss Chinatown Hawaii/Miss Hawaii Chinese 2017
- Miss Chinatown USA 2017 Contestants Introduction
- Miss Hawaii USA 2019 （页面存档备份，存于）
- 2019國際中華小姐亞軍王慧媛比賽精華